# آب‌انبار صحرایی محمدآباد
آب‌انبار صحرایی محمدآباد مربوط به دوره قاجار است و در شهرستان صدوق، ندوشن، دشت جوی نو واقع شده و این اثر در تاریخ ۹ اردیبهشت ۱۳۸۲ با شمارهٔ ثبت ۸۵۶۱ به‌عنوان یکی از آثار ملی ایران به ثبت رسیده است.